# Liste der Monuments historiques in La Roche-Jaudy
Die Liste der Monuments historiques in La Roche-Jaudy führt die Monuments historiques in der französischen Gemeinde La Roche-Jaudy auf.

## Liste der Bauwerke

### Hengoat
| Bezeichnung | Beschreibung | Standort       | Kennzeichnung | Schutzstatus | Datum | Bild           |
| ----------- | ------------ | -------------- | ------------- | ------------ | ----- | -------------- |
| Calvaire    |              | Hengoat (Lage) | PA00089199    | Inscrit      | 1970  | weitere Bilder |

### La Roche-Derrien
| Bezeichnung          | Beschreibung | Standort                 | Kennzeichnung | Schutzstatus | Datum | Bild           |
| -------------------- | ------------ | ------------------------ | ------------- | ------------ | ----- | -------------- |
| Kirche Ste-Catherine |              | Place de l’Église (Lage) | PA00089568    | Classé       | 1913  | weitere Bilder |
| Haus                 |              | Grande Place (Lage)      | PA00089569    | Inscrit      | 1926  | weitere Bilder |

### Pommerit-Jaudy
| Bezeichnung            | Beschreibung | Standort | Kennzeichnung | Schutzstatus | Datum | Bild           |
| ---------------------- | ------------ | -------- | ------------- | ------------ | ----- | -------------- |
| Manoir de Coat-Nevenez | Herrenhaus   | (Lage)   | PA00089535    | Inscrit      | 1926  | weitere Bilder |

## Liste der Objekte

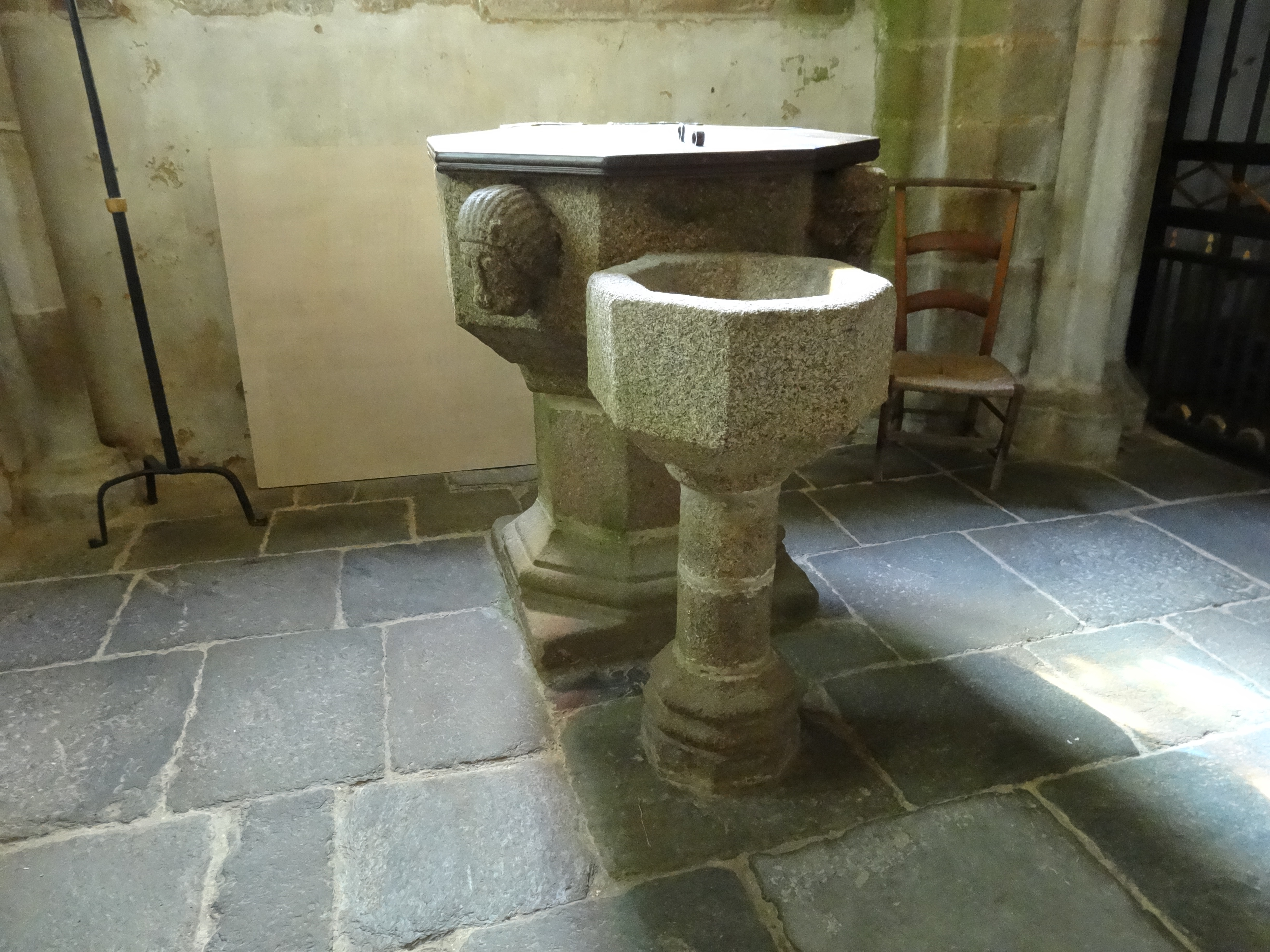
Taufbecken (15. Jahrhundert) in der Kirche Ste-Catherine in La Roche-Derrien

- Monuments historiques (Objekte) in Hengoat in der Base Palissy des französischen Kultusministeriums
- Monuments historiques (Objekte) in La Roche-Derrien in der Base Palissy des französischen Kultusministeriums
- Monuments historiques (Objekte) in Pommerit-Jaudy in der Base Palissy des französischen Kultusministeriums